# Себезький національний парк
Себезький національний парк  (рос. Себежский национальный парк) — національний парк на північному заході Росії, розташований у Себезькому районі Псковської області, був створений 8 січня 1996 р, для охорони ландшафтів озерного району на південному заході Псковської області.
Парк має площу 500,21 км².

## Географія
Південно-західна частина Себезького району, де розташований національний парк, по суті є горбистим ландшафтом льодовикового походження з багатьма озерами. Територія лісиста зі сосновими, ялиновими, мішаними та вільховими лісами. Парк займає південно-західний куточок району і межує з Латвією та Білоруссю. Центральне місто Себеж розташовано одразу на північ від парку, а південна частина міста розташована у парку. Більша частина території парку належить до басейну річки Велика, а деякі райони на півдні належать до басейну Даугави. Найбільші озера в межах парку — озеро Нечериця, озеро Себезьке та озеро Орно.

## Історія
Місцевість була заселена ще з античності. У середньовічну добу місцевість була під орудою міста Пскову. Люди спочатку оселялися на берегах озер, а згодом також заселяли простори між озерами. Починаючи з 15 століття, територія була суперечкою між Великим князівством Московським та Великим князівством Литовським, остаточно перйшовші під оруду Росії у 1772 році, під час Першого поділу Польщі. Вже до XV століття землі широко використовувались для ведення сільського господарства. Наприкінці 17 століття сільське господарство опинилося в кризі, частково пов'язано з Лівонською війною, а частково зі старими методами; вона повільно відновлювалася з 17 століття. У 19 столітті виробництво деревини значно скоротило лісові масиви; рибальство на озерах було звичайним явищем. У 1950-х роках багато боліт було осушено та перетворено на сільськогосподарські угіддя. На початку 1990-х років сільське господарство знову зазнало кризу, і було вирішено перетворити територію в національний парк, захищаючи культурні та природні ландшафти.

## Фауна
У парку є 291 вид хребетних тварин, у тому числі два види Petromyzontiformes, тридцять видів риб, вісім видів земноводних, п'ять видів плазунів, 202 види птахів та 49 видів ссавців. До великих ссавців належать: ведмідь бурий, рись євразійська, вовк сірий, свиня дика, лось і сарна.